# Cantonul Mortagne-au-Perche
Cantonul Mortagne-au-Perche este un canton din arondismentul Mortagne-au-Perche, departamentul Orne, regiunea Basse-Normandie, Franța.

## Comune
| Comune                    | Populație (1999) | Cod poștal | Cod INSEE |
| ------------------------- | ---------------- | ---------- | --------- |
| La Chapelle-Montligeon    | ...              | 61400      | 61097     |
| Comblot                   | ...              | 61400      | 61113     |
| Corbon                    | ...              | 61400      | 61118     |
| Courgeon                  | ...              | 61400      | 61129     |
| Feings                    | ...              | 61400      | 61160     |
| Loisail                   | ...              | 61400      | 61229     |
| Mauves-sur-Huisne         | ...              | 61400      | 61255     |
| Mortagne-au-Perche        | ...              | 61400      | 61293     |
| Réveillon                 | ...              | 61400      | 61348     |
| Saint-Denis-sur-Huisne    | ...              | 61400      | 61381     |
| Saint-Hilaire-le-Châtel   | ...              | 61400      | 61404     |
| Saint-Langis-lès-Mortagne | ...              | 61400      | 61414     |
| Saint-Mard-de-Réno        | ...              | 61400      | 61418     |
| Villiers-sous-Mortagne    | ...              | 61400      | 61507     |